# ألان لانغدون ماكديرموت
ألان لانغدون ماكديرموت هو محامي وقاضي وسياسي أمريكي، ولد في 30 مارس 1854 في جنوب بوسطن ‏ في الولايات المتحدة، وتوفي في 26 أكتوبر 1908 في جيرسي سيتي في الولايات المتحدة. نشط حزبياً في الحزب الديمقراطي. وقد انتخب عضو مجلس ولاية نيوجيرسي ‏ وانتخب عضو جمعية نيوجيرسي العامة ‏ وانتخب عضو مجلس النواب الأمريكي.